# Maevia michelsoni
Maevia michelsoni is een spinnensoort in de taxonomische indeling van de springspinnen (Salticidae).
Het dier behoort tot het geslacht Maevia. De wetenschappelijke naam van de soort werd voor het eerst geldig gepubliceerd in 1955 door R. W. Barnes.